# Мамза, Стефан Дами
Стефан Дами Мамза (Stephen Dami Mamza, 30 ноября 1969 года, Нигерия) — католический прелат, епископ Йолы с 18 февраля 2011 года.

## Биография
13 апреля 1996 года Стефан Дами Мамза был рукоположён в священника, после чего служил в различных приходах епархии Майдугури.
18 февраля 2011 года Римский папа Бенедикт XVI назначил Стефана Дами Мамзу епископом Йолы. 7 апреля 2011 года состоялось рукоположение Стефана Дами Мамзы в епископа, которое совершил апостольский нунций в Нигерии и титулярный епископ Цезарии Нумидийской Августин Касуйджа в сослужении с епископом Джалинго Чарльзом Хаммавой и епископом Майдугури Оливером Даше Доеме.